# Alan Morgan
Alan Morgan (Aberystwyth, 2 novembre 1973) è un ex calciatore gallese, di ruolo centrocampista.

## Carriera

### Giocatore

#### Club
Dopo un quadriennio nelle giovanili del Tranmere ha esordito in prima squadra (e contestualmente anche tra i professionisti) il 27 agosto 1996, subentrando dalla panchina nella partita di First Division vinta per 2-0 in casa contro il Port Vale: a posteriori si rivela essere anche la sua unica presenza stagionale con la maglia dei Super Whites, anche se in compenso gioca anche in quinta divisione in prestito all'Altrincham. Terminato il prestito, nella stagione 1997-1998 inizia a giocare con continuità con il Tranmere (19 presenze nella seconda divisione inglese, 2 presenze in FA Cup ed una presenza in Coppa di Lega), con cui poi continua a militare in seconda divisione anche nel triennio successivo, disputando rispettivamente 6, 26 e 7 partite nella seconda divisione inglese nelle stagioni 1998-1999, 1999-2000 e 2000-2001, a cui poi aggiunge anche 2 presenze in terza divisione nella prima metà della stagione 2001-2002, che conclude poi in quinta divisione al Doncaster (3 presenze); gioca poi in questa categoria anche nella stagione 2002-2003 con il Morecambe, contribuendo alla promozione del club in quarta divisione (la prima della storia degli Shrimps), per poi andare a giocare nel campionato gallese: tra il 2004 ed il 2007, infatti, gioca in totale 43 partite nella prima divisione gallese con quattro diversi club (nella maggior parte dei quali ricopre in realtà in parallelo anche ruoli da allenatore o vice), a cui aggiunge anche 2 presenze nei turni preliminari della Coppa UEFA 2005-2006 con la maglia del Rhyl.

#### Nazionale
Il 10 ottobre 1995 ha giocato una partita nelle qualificazioni degli Europei Under-21 contro i pari età della Germania.

### Allenatore
La sua prima esperienza da allenatore è ai Cefn Druids nel 2004; successivamente fino al 2007 lavora come vice allenatore nei club in cui gioca, per poi dedicarsi esclusivamente alla carriera da allenatore, prima continuando a fare il vice al Bangor City (fino al 2009) e poi allenando dal 2009 al 2012 l'Aberystwyth Town, club della sua città natale, militante nella prima divisione gallese. Si accasa poi al Llandudno, in Cymru Alliance (seconda divisione gallese), campionato che vince nella stagione 2014-2015; nella stagione 2015-2016 i bianconeri, da neopromossi, ottengono un terzo posto in classifica nella prima divisione gallese (miglior risultato della loro storia) qualificandosi così per i turni preliminari della UEFA Europa League 2016-2017, in cui vengono eliminati con un punteggio aggregato di 7-1 dagli svedesi dell'IFK Göteborg; nell'ottobre del 2017 lascia il club per andare ad allenare i gallesi del Colwyn Bay, militanti nella piramide calcistica inglese (più precisamente in Northern Premier League, ovvero la settima divisione inglese). Dal 2018 al 2023 ha lavorato come vice al Marine.

## Palmarès

### Allenatore

#### Competizioni nazionali
- Cymru Alliance: 1

Llandudno: 2014-2015